# 雷尼尔山
雷尼爾峰，亦稱塔科马山（Mount Tacoma）或塔霍马山（Mount Tahoma），是一座活火山，屬於層狀火山，位在美国華盛頓州的皮爾斯县境內，也位於西雅圖東南方54英里（87公里）處。雷尼爾峰也是喀斯開山脈的最高峰，海拔4,392公尺。雷尼爾峰也被劃分在雷尼爾峰國家公園的範圍內。雷尼爾峰被认为是世界上最危险的火山之一，被國際火山學與地球內部化學協會（IAVCEI）列入十年火山列表。由于庞大的冰川，雷尼爾峰有可能引发巨大的火山泥流，将威胁到整个皮阿拉普河山谷。

## 名稱
美国西北部的美洲原住民称雷尼爾峰为塔科马（Tacoma）或塔霍马（Tahoma），"水之母（mother of waters）"或"高于贝克山（larger than Mount Baker）"之意（贝克山海拔3,286公尺）。雷尼爾峰目前的名字是由英国探险家乔治·温哥华命名，以纪念他的朋友——皇家海军少将彼得·瑞尼爾（Peter Rainier）。

## 歷史
乔治·温哥华在1792年五月初抵达普吉特海湾，成为第一位看到这座高耸山脉的欧洲人。Hazard Stevens与P. B. Van Trump在1870年成功首登雷尼爾峰。1890年Fay Fuller协同Van Trump和其他三位队友，成為第一位首登雷尼爾峰的女性。

## 外部連結

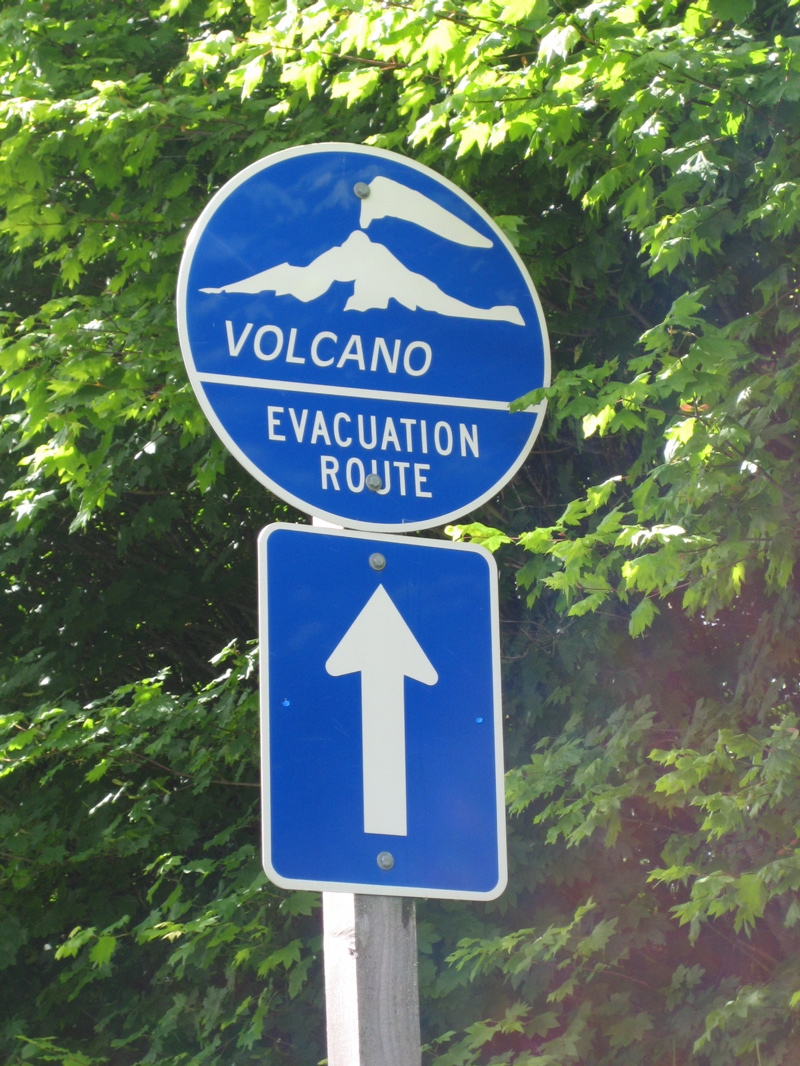
雷尼尔山的指示牌，標示發生火山泥流時的逃生路線

- Mount Rainier National Park （页面存档备份，存于） (also used as a reference)
- Mount Rainier Volcano Lahar Warning System